# Kościół Narodzenia Najświętszej Maryi Panny w Białogardzie
Kościół Narodzenia Najświętszej Maryi Panny w Białogardzie – rzymskokatolicki kościół parafialny należący do dekanatu Białogard, diecezji koszalińsko-kołobrzeskiej, w Białogardzie, w województwie zachodniopomorskim. Mieści się przy ulicy Najświętszej Marii Panny.

## Historia

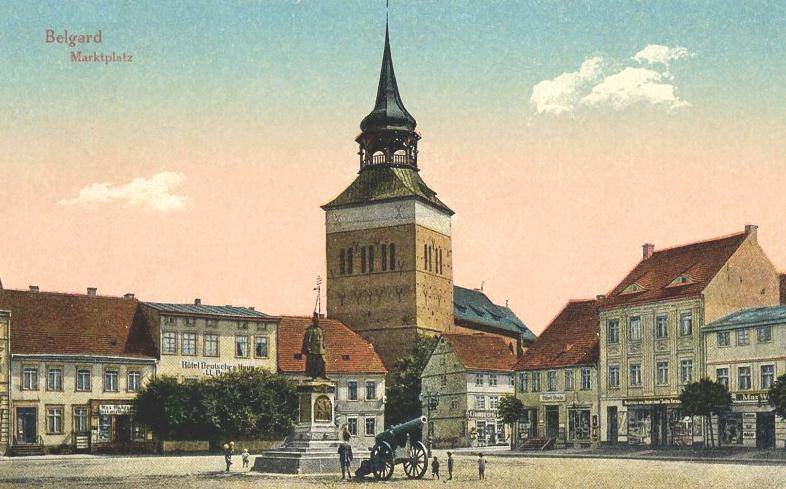
Kościół ok. 1900 roku

Świątynia została wybudowana na początku XIV stulecia w czasie budowy murów miejskich. Wielokrotnie była niszczona przez liczne pożary (1506, 1517, 1677 rok). W latach 1838–1840 została gruntownie odrestaurowana. Kolejny remont miał miejsce w latach 1912–1913.
16 lutego 2022 wskutek wichury przechyliła się iglica wieży kościoła. Podczas prac zabezpieczających, w kuli pod iglicą znaleziono butelkę z bardzo dobrze zachowanymi dokumentami z 1910 roku – m.in. egzemplarzami lokalnych gazet oraz zdjęciami i pocztówkami przedstawiającymi budowle Białogardu.

## Architektura
Jest to budowla murowana, wzniesiona z cegły wątkiem wendyjskim, na fundamencie kamiennym. Reprezentuje typ kościoła bazylikowego o trzech nawach z trójbocznie zamkniętym prezbiterium. Od zachodu przylega do świątyni wieża o czterech kondygnacjach, wzniesiona na rzucie kwadratu. Od strony północnej, przy prezbiterium mieści się zakrystia, przy zachodnim przęśle nawy północnej – kaplica. Sklepienie nawy głównej jest podparte przez ośmioboczne filary. Dach nawy głównej posiada kształt dwuspadowy, nad nawami bocznymi – pulpitowy. Kościół pokryty jest dachówką. Wieża, posiadająca szeroki portal jest pokryta neobarokowym hełmem miedzianym i została wybudowana w 1880 roku.

## Wyposażenie
Ołtarz główny w stylu barokowym pochodzi z początku XVIII stulecia. Ambona z 1688 roku reprezentuje typ klasyczny pomorski. Zespół witraży pochodzi z początku ubiegłego stulecia. Wewnętrzne polichromie wykonane zostały po 1945 roku. 

### Organy
Organy z 1775 roku zostały wykonane przez firmę Marx z Berlina. W 1913 roku ich przebudowy dokonała firma Barnim Grüneberg. Instrument posiada pneumatyczną trakturę gry.
Dyspozycja instrumentu:
| Manuał I          | Manuał II        | Manuał III                    | Pedał                |
| ----------------- | ---------------- | ----------------------------- | -------------------- |
| 1. Trompete 8'    | 1. Krummhorn 8'  | 1. Oboe 8'                    | 1. Puzon 16'         |
| 2. Dolce 8'       | 2. Gemshorn 8'   | 2. Aeoline 8'                 | 2. Contrabass 16'    |
| 3. Hohlflöte 8'   | 3. Rohrflöte 8'  | 3. Voix cel. 8'               | 3. Echobass 16'      |
| 4. Gamba 8'       | 4. Quintade 8'   | 4. Gedakt 8'                  | 4. Subbas 16'        |
| 5. Prinzipal 8'   | 5. Prestant 4'   | 5. Quinte 1 1/3'              | 5. Quintbass 10 2/3' |
| 6. Oktave 4'      | 6. Rohrflöte 4'  | 6. Salicet 2 2/3'             | 6. Octavbass 8'      |
| 7. Spitzflöte 4'  | 7. Nasard 2 2/3' | 7. Liebl. Gedakt 16'          | 7. Cello 8'          |
| 8. Quinte 2 2/3'  | 8. Mixtur 4x     | 8. Fugara 4'                  | 8. Bassflöte 8'      |
| 9. Octave 2'      | 9. Schwiegel 2'  | 9. Flauto traverse 4'         | 9. Choralbass 4'     |
| 10. Sifflöte 1'   |                  | 10. Progressio Harmonica 2-3x | 10. Nachthorn 2'     |
| 11. Cornet 3-4x   |                  |                               | 11. Mixtur 3x        |
| 12. Principal 16' |                  |                               |                      |
| 13. Mixtur 6x     |                  |                               |                      |

### Dzwony
Ze znajdujących się pierwotnie w wieży pięciu dzwonów odlanych z brązu, cztery największe zostały zdjęte w 1917 roku i zostały przetopione na materiał amunicyjny. Trzy obecne dzwony odlane z żeliwa pochodzą z 1922 roku.
|              | Waga        | Ton  | Średnica (cm) | Rok odlania | Odlewnia                                          |
| ------------ | ----------- | ---- | ------------- | ----------- | ------------------------------------------------- |
| Mały dzwon   | ok. 750 kg  | gis' | 123 cm        | 1922        | Schilling & Lattermann, Morgenröthe - Rautenkranz |
| Średni dzwon | ok. 1500 kg | e'   | 157 cm        | 1922        | Schilling & Lattermann, Morgenröthe - Rautenkranz |
| Duży dzwon   | ok. 2800 kg | cis' | 188 cm        | 1922        | Schilling & Lattermann, Morgenröthe - Rautenkranz |